# Falcuna margarita
Falcuna margarita är en fjärilsart som beskrevs av Suffert 1904. Falcuna margarita ingår i släktet Falcuna och familjen juvelvingar. Inga underarter finns listade i Catalogue of Life.